# Сорокин, Илья Игоревич

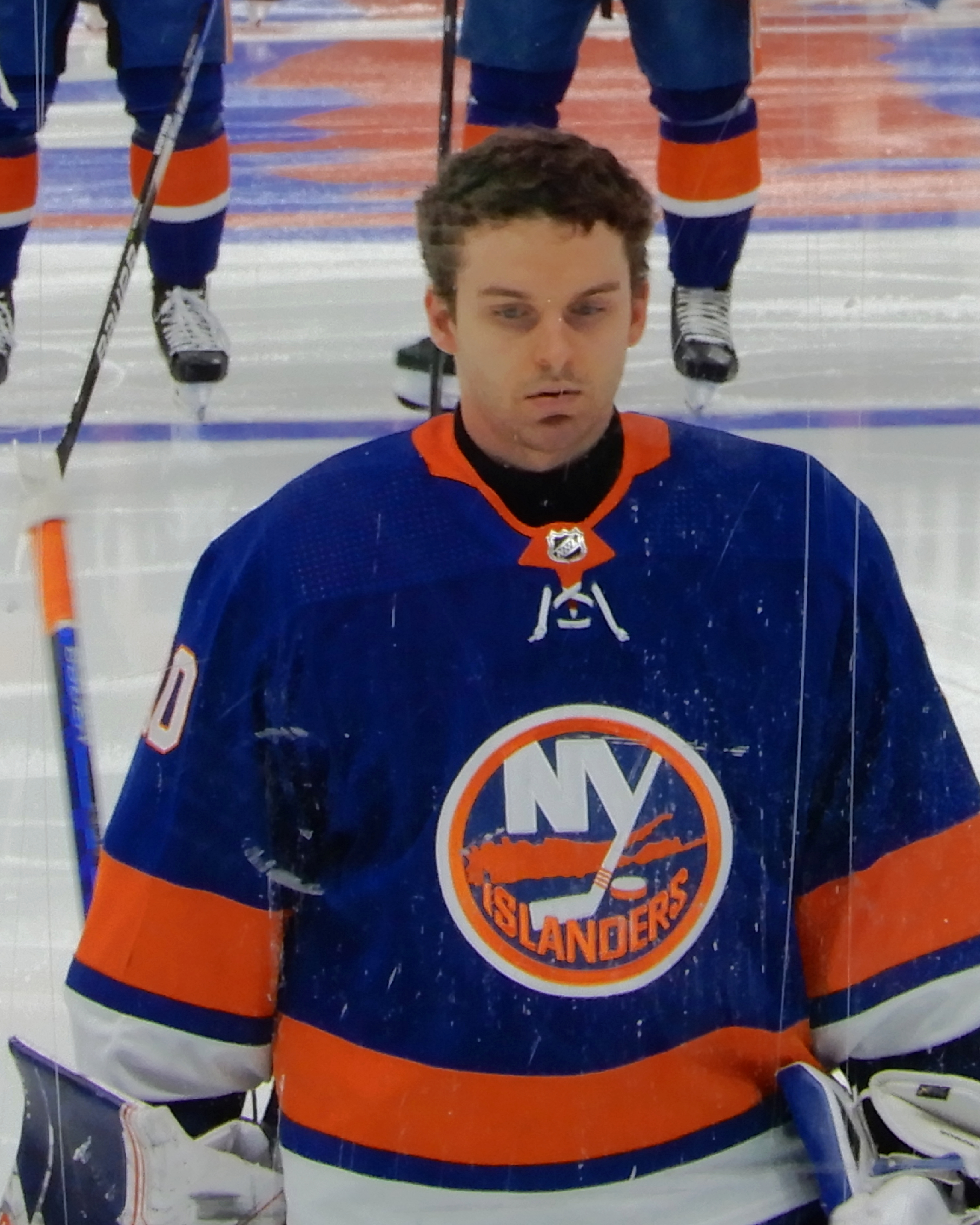
В составе «Нью-Йорк Айлендерс»

Илья́ И́горевич Соро́кин (род. 4 августа 1995, Междуреченск, Кемеровская область) — российский хоккеист, вратарь клуба Национальной хоккейной лиги (НХЛ) «Нью-Йорк Айлендерс». Чемпион Олимпийских игр 2018 года в Пхёнчхане в составе Олимпийских спортсменов из России. Заслуженный мастер спорта России (2018).

## Карьера
Воспитанник междуреченского хоккея и новокузнецкого «Металлурга» (с 2009 года). Дважды (в 2011 и 2012 годах) принимал участие в финальных турнирах первенства России среди юношей, причём в 2012 году играл за команду на год старше. В матче против «Стальных лисов», состоявшемся 3 сентября 2012 года, впервые сыграл в Молодёжной хоккейной лиге за «Кузнецких медведей»: Евгений Григоренко, Тимур Шингареев, Даниил Бикбулатов и Владимир Малиновский забросили в его ворота 5 шайб.
Вновь пропустив 5 голов в повторном матче в Магнитогорске, в следующей игре уступил место в воротах Андрею Карееву и до середины октября выступал нерегулярно. 20 октября 2012 года отыграл свой первый в МХЛ матч «на ноль» (против «Чайки»). Всего за два сезона, проведённых в МХЛ, с учётом плей-офф сыграл 36 матчей, пропустил 88 шайб, а игра против «Чайки» осталась для него единственной без пропущенных голов.

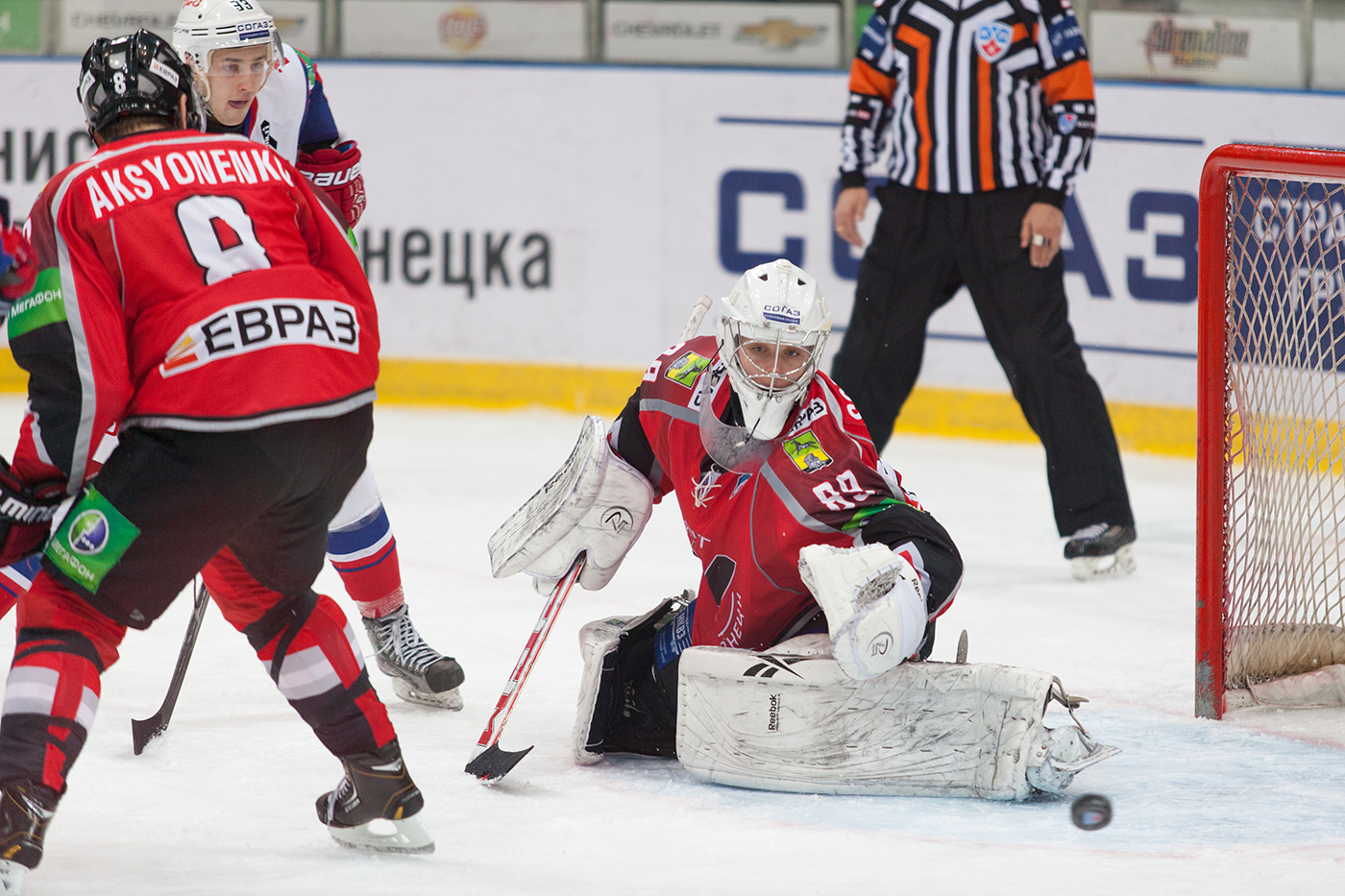
Илья Сорокин в 2014 году в составе новокузнецкого «Металлурга»

7 января 2013 года в матче против «Барыса» дебютировал за «Металлург» в КХЛ — сменил на площадке Александра Лазушина и за 25 неполных минут отразил 15 бросков, пропустив одну шайбу. В матче с «Локомотивом», сыгранном 15 февраля, впервые провёл на площадке все 60 минут. В первые два сезона сыграл 36 матчей в регулярном чемпионате и кубке Надежды.
В 3-м раунде драфта НХЛ 2014 года был выбран клубом «Нью-Йорк Айлендерс» под общим 78-м номером, однако остался в Новокузнецке и 4 сентября 2014 года провёл первый в карьере «сухой» матч в КХЛ.
28 октября 2014 года был вызван тренерским штабом сборной России на Кубок Карьяла. 9 ноября сыграл дебютный матч за сборную против команды Чехии: пропустил две шайбы, а сборная России выиграла 4:2.
На молодёжном чемпионате мира 2015 стал серебряным призёром.
В 2014 году перешёл в московский ЦСКА. Поначалу не мог пробиться в основной состав. Но уже в сезоне 2015/16 удивил тренерский штаб своей блестящей статистикой и стал первым номером в воротах ЦСКА. В 2016 году 20-летний Сорокин был вызван в сборную на чемпионат мира в России. На турнире Сорокин сыграл 76 минут, включая полный сухой матч против Норвегии (основным вратарём был Сергей Бобровский), и стал бронзовым призёром.

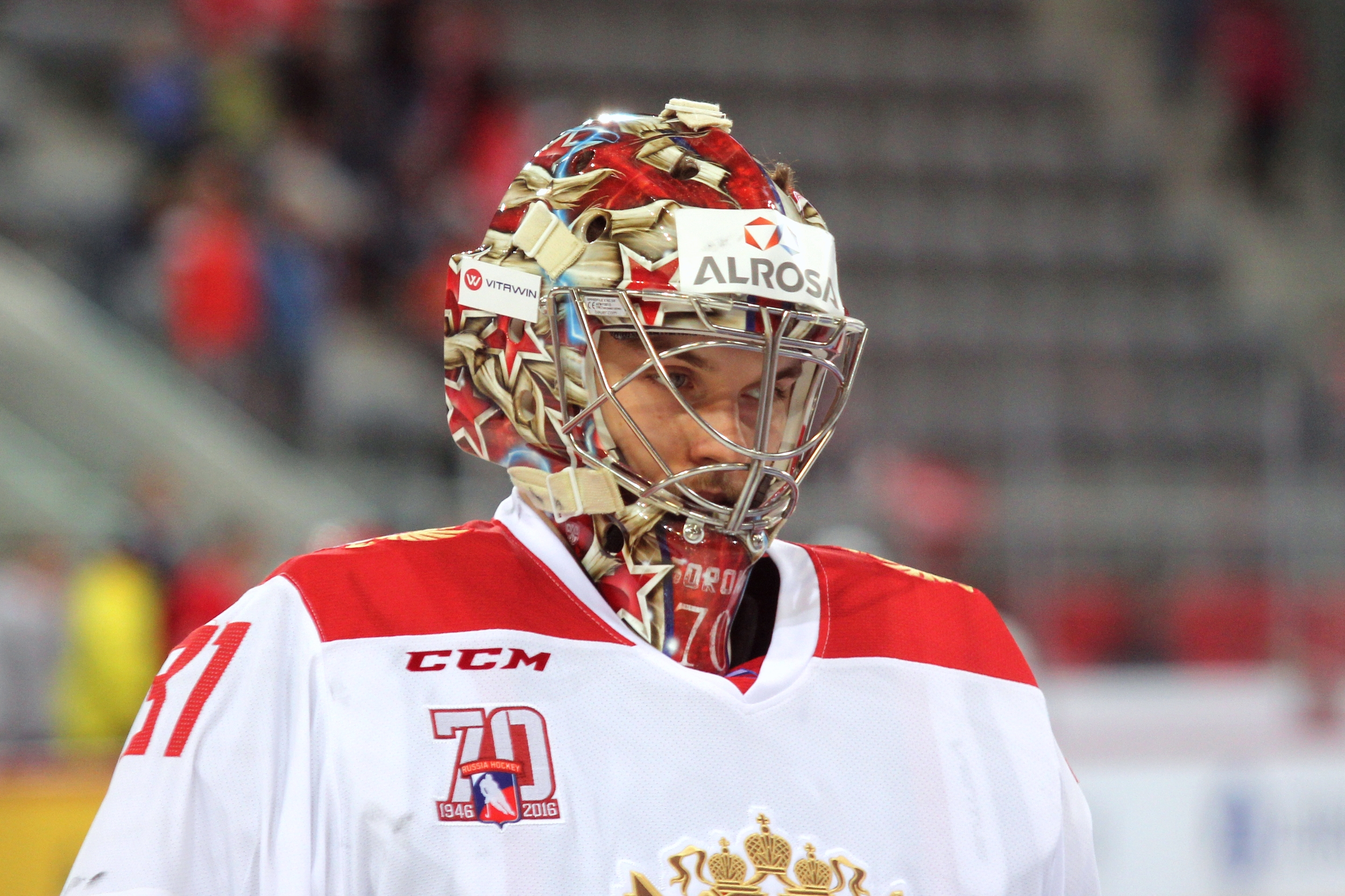
2017 год

В 2018 году был включён в состав сборной России на зимние Олимпийские игры в Пхёнчхане и стал олимпийским чемпионом. Основным вратарём сборной на турнире был опытный Василий Кошечкин, 22-летний Сорокин сыграл только один период в матче группового этапа против Словении, выйдя на площадку при счёте 6:1 в пользу России.
В 2019 году Сорокин стал обладателем «Кубка Гагарина» в составе московского ЦСКА. В плей-офф показал хорошую статистику — 93,0 % отраженных бросков, в среднем 1,52 пропущенные шайбы в 18 матчах.
Также в КХЛ стал обладателем нескольких рекордов среди вратарей: лучший вратарь по «сухим матчам» в регулярном чемпионате 2018—2019 (11 из 40 игр), лучший вратарь по «сухим матчам» в регулярном чемпионате 2019—2020 (9 из 40 игр), лучший вратарь по «сухим матчам» в плей-офф 2017—2018 (5 из 18 игр), лучший вратарь по «сухим матчам» в плей-офф 2018—2019 (5 из 20 игр), лучший вратарь по «сухим матчам» в плей-офф 2019—2020 (2 из 4 игр).
13 июля 2020 года подписал однолетний контракт с клубом НХЛ «Нью-Йорк Айлендерс». Дебютировал в НХЛ 16 января 2021 года в матче против «Нью-Йорк Рейнджерс», в котором пропустил 5 шайб. 16 февраля одержал свою первую победу в НХЛ отстояв на ноль в матче против «Баффало Сейбрз».
В сентябре 2021 года продлил соглашение с «Нью-Йорк Айлендерс» ещё на три года. Общая сумма сделки — 12 млн долларов.
Сезон 2021/22 в НХЛ провёл очень хорошо: за 52 игры 26 побед, 18 поражений; 92,5 % отражённых бросков. Также Сорокин повторил рекорд франшизы по количеству «сухих» матчей (7) и закончил регулярный чемпионат на втором месте в НХЛ по проценту отражённых бросков.
В 2023 году продлил сотрудничество с клубом — было заключено восьмилетнее соглашение на общую сумму $ 66 млн. В среднем за сезон Сорокин будет получать $ 8,25 млн.
В сезоне 2023/24 принял участие в 56 матчах регулярного чемпионата, одержав 25 побед и реализуя 90,8 % отраженных бросков.
Перед сезоном 2024/25 в «Нью-Йорк Айлендерс» сообщили что Сорокин перенёс операцию на спине и присоединится к команде после лечения, пропустив тренировочный лагерь. 23 ноября 2024 года одержал свою 100-ю победу в матчах НХЛ, затратив на это 205 игр. Сорокин стал первым в истории вратарём, который выиграл 100 матчей и в НХЛ, и в КХЛ.

## Статистика

### Клубная
- a В «Плей-офф» учитывается статистика игрока в Кубке Надежды.

## Достижения
| Год              | Команда       | Достижение                                    | Достижение |
| ---------------- | ------------- | --------------------------------------------- | ---------- |
| Клубные          |               |                                               |            |
| 2016, 2018       | ЦСКА Москва   | Серебряный призёр КХЛ (2)                     |            |
| 2019             | ЦСКА Москва   | Обладатель Кубка Гагарина                     |            |
| Международные    |               |                                               |            |
| 2015             | Россия (мол.) | Серебряный призёр молодёжного чемпионата мира |            |
| 2016, 2017, 2019 | Россия        | Бронзовый призёр чемпионата мира (3)          |            |
| 2018             | ОСР           | Олимпийский чемпион                           |            |

| Год              | Команда     | Достижение                                     | Достижение |
| ---------------- | ----------- | ---------------------------------------------- | ---------- |
| 2016             | ЦСКА Москва | Лучший коэффициент надёжности КХЛ              |            |
| 2016             | ЦСКА Москва | Обладатель приза «Лучший вратарь»              |            |
| 2016             | ЦСКА Москва | Обладатель приза «Золотой шлем»                |            |
| 2017, 2018, 2020 | ЦСКА Москва | Участник Матча всех звёзд КХЛ (3)              |            |
| 2019             | ЦСКА Москва | Обладатель приза «Самый ценный игрок плей-офф» |            |

| Год  | Достижение                       | Достижение |
| ---- | -------------------------------- | ---------- |
| 2018 | Заслуженный мастер спорта России |            |

### Награды
- Орден Дружбы (27 февраля 2018) — за высокие спортивные достижения на XXIII Олимпийских зимних играх 2018 года в городе Пхенчхане (Республика Корея), проявленные волю к победе, стойкость и целеустремленность[22].

### Комментарии
1. ↑  в 2019 году был выбран, но не играл из-за травмы